# Konstantinos Tzolakis
Konstantinos Tzolakis (Chania, 8 november 2002)  is een Grieks voetballer die speelt als doelman. Tzolakis speelt sinds juli 2019 voor Olympiakos Piraeus, waarmee hij in het seizoen 2023/24 de UEFA Europa Conference League won.

## Erelijst
Olympiakos Piraeus
- Super League: 2019/20, 2020/21, 2021/22
- Beker van Griekenland: 2019/20
- UEFA Europa Conference League: 2023/24

### Individueel
- Super League – Grieks Speler van de Maand: mei 2023